# 啓晴高等学校
啓晴高等学校（けいせいこうとうがっこう）は、岐阜県岐阜市にある私立高等学校。

## 概要
同じ岐阜市内にある城南高等学校と同じ、学校法人石井学園が運営する通信制の高等学校である。元々は城南高校の普通科であったが、城南高校を調理科・製菓科に特化した高校にするため、普通科を分離して設置した高校である。
通信制普通科（単位制）であり、毎日通学する週5日コースの他、週2日コースと週3日コースがある。週5日コースと週3日コースでは商業系資格の取得が可能である。また、調理科（ヨコスカ調理製菓専門学校との技能連携）も設置されている。

## 校訓
校訓の「FINE」は、Faith、Identity、Noble、Enjoyの頭文字を取ったものである。
- Faith：社会の中で仲間を信頼し、信頼される。
- Identity：前を向き自分らしい道を見つける。
- Noble：自らの歩みに誇りを持つ。
- Enjoy：ひとつひとつに達成の喜びを感じる。

## 沿革
- 2008年（平成20年）4月 - 城南高等学校が開校。普通科を新設し、石井学園が運営していた岐阜調理製菓高等専修学校（現在の城南高等専修学校）の調理科・製菓科を移管する。
- 2015年（平成27年）8月 - 校舎起工式。
- 2016年（平成28年）
  - 6月 - 校舎が完成。
  - 11月1日 - 啓晴高等学校設置の認可を受ける。
- 2017年（平成29年）4月 - 啓晴高等学校として開校。
- 2018年（平成30年）6月 - 大学、専門学校との連携講座を開始。

## アクセス
- 名鉄名古屋本線・各務原線 名鉄岐阜駅より徒歩で約8分。
- JR東海道本線・高山本線 岐阜駅より徒歩で約5分。